# Gunung Pucukmalelang
Gunung Pucukmalelang är ett berg i Indonesien.   Det ligger i provinsen Aceh, i den västra delen av landet, 1 600 km nordväst om huvudstaden Jakarta. Toppen på Gunung Pucukmalelang är 1 503 meter över havet.
Terrängen runt Gunung Pucukmalelang är kuperad åt nordost, men åt sydväst är den bergig. Runt Gunung Pucukmalelang är det ganska tätbefolkat, med 54 invånare per kvadratkilometer. I omgivningarna runt Gunung Pucukmalelang växer i huvudsak städsegrön lövskog.